# Postolivka, Huseatîn
Postolivka (în ucraineană Постолівка) este o comună în raionul Huseatîn, regiunea Ternopil, Ucraina, formată numai din satul de reședință.

## Demografie
Componența lingvistică a comunei Postolivka
     Ucraineană (99,78%)
     Alte limbi (0,22%)
Conform recensământului din 2001, majoritatea populației comunei Postolivka era vorbitoare de ucraineană (99,78%), existând în minoritate și vorbitori de alte limbi.